# Kheperkheprure Ay
Kheperkheprure Ay eller blot Ay var barnekongen Tutankhamons ledende embedsmand og rådgiver og efterfulgte ham som konge, da slægten ikke havde flere arvinger. Han regerede under det 18. egyptiske dynasti.  Han var på tronen en i periode på fire år enten mellem 1323–1319 f.v.t. eller 1327–1323 f.v.t. 
Det antages,[kilde mangler] at han en kort overgang kan have været gift med Ankhesenamon, som var gift med Tutankhamon og var dronning af Egypten.